# Historia LGBT en Uganda
La historia LGBT de Uganda es extensa, bastante permisiva y a veces violenta, que se remonta desde el período precolonial, pasando por el control colonial británico e incluso después de la independencia.
Durante la época precolonial, los mudoko dako, o varones afeminados entre los langi del norte de Uganda, eran tratados como mujeres y podían casarse con hombres. Los roles religiosos de los hombres travestidos se encontraron históricamente entre el pueblo bunyoro. El pueblo teso también reconocía una categoría de hombres que se vestían de mujer. Sin embargo, vale la pena señalar que un hombre se vistiera como mujer no era un indicio de su orientación sexual.
Kabaka Mwanga II, que gobernó en la segunda mitad del siglo XIX, era bisexual. La homosexualidad en Uganda fue criminalizada en 1902.

## Historia bajo el dominio colonial
Antes de que Uganda fuera creada oficialmente por el imperio británico, no existía mucha oposición a la población LGBT en la región. Sin embargo, una vez que el imperio británico conquistó y reclamó la tierra, introdujo una legislación que prohibía la homosexualidad. Las nuevas leyes impusieron sus puntos de vista e ideologías a la gente que vive en Uganda. Gran Bretaña ya tenía leyes estrictas que consideraban pecaminosas las relaciones entre hombres del mismo sexo, y más tarde se volverían completamente ilegales. Para las mujeres esto era lo contrario, ya que había falta de voluntad para representar a las mujeres. No se aprobó ninguna ley para criminalizar las relaciones entre mujeres del mismo sexo, sin embargo, todavía estaba mal visto. Las mismas reglas se aplicaban en Uganda. Las mujeres quedaron solas mientras los hombres fueron severamente castigados por tener relaciones entre personas del mismo sexo. Corrían el riesgo de ser ejecutados si los atrapaban y los soldados que trabajaban en las colonias no dudarían en matar a un hombre si hubiera rumores sobre homosexualidad. Estas leyes cambiaron por completo la forma de vida que conocían.
Gran Bretaña planteó un nuevo marco político a los reinos que se convirtieron en Uganda. Uno de estos reinos fue Buganda. Su líder Mwanga II era abiertamente parte de la comunidad LGBT. Sin embargo, una vez que los británicos tomaron el poder, se vio obligado a exiliarse junto con otros líderes, como Kintu, debido a sus creencias. Durante su exilio en las islas Seychelles, se vio obligado a bautizarse como protestante, pero sí luchó contra los británicos por los derechos de su pueblo. Los británicos utilizaron esto como una forma de control sobre la tierra y sobre la gente, infundiendo miedo en quienes vivían allí y derribando a su líder. Significaba que, con suerte, menos personas intentarían oponerse a lo que estaban haciendo. Muchos de los otros reinos que existieron también permitieron la homosexualidad, y muchos historiadores, como Joanna Quinn, dijeron que era una parte tradicional de la cultura africana. Gran Bretaña los obligó a convertirse en ugandeses y seguir nuevas leyes, lo que significó que las personas LGBT fueran criminalizadas.
Gran Bretaña pretendía sacar provecho de Uganda y de los recursos que tenía, pero para hacerlo necesitaba tener autoridad. Uganda estaba bajo dominio británico, lo que significa que muchas de sus leyes eran las mismas, las leyes relacionadas con LGBT no eran diferentes. A medida que pasaron los años, la gente empezó a estar de acuerdo con la forma de pensar británica; esto se debía al hecho de que habían estado oprimidos durante toda su vida, por lo que la homofobia siempre había sido parte de sus vidas. Estaba escrito en las leyes, pero también en la mente de las generaciones venideras. Los colonos impusieron legislaciones e ideologías que hicieron que la existencia de las personas LGBT, alguna vez ampliamente aceptadas y muy comunes, fuera un delito. Los efectos del dominio colonial fueron significativos a lo largo del siglo XX y los legados, incluida la legislación homofóbica, aún se pueden ver en el presente.

## Actitudes contemporáneas
La lucha de los miembros de la comunidad LGBT ha continuado, a medida que el gobierno del Movimiento de Resistencia Nacional presiona progresivamente con más fuerza para que se apliquen castigos más severos a los homosexuales y/o a cualquier persona involucrada en la comunidad. En 2009, el parlamentario ugandés David Bahati presentó un proyecto de ley que pronto fue denominado por los medios de comunicación como el «proyecto de ley sobre la pena de muerte para los homosexuales». Propuso más restricciones, investigaciones más rigurosas y castigos mucho más severos para quienes pertenecen a la comunidad LGBT. Los castigos más severos propuestos fueron que los condenados por homosexualidad agravada pudieran ser condenados a muerte. El proyecto de ley también exigiría que cualquier persona que descubriera o conociera a una persona gay tuviera que informar a la policía de inmediato o enfrentarse a una pena de cárcel. Se trataba de un proyecto de ley extremadamente controvertido entre el pueblo de Uganda y el resto del mundo. Se llevaron a cabo enormes manifestaciones en las ciudades de Uganda para mostrar su apoyo al proyecto de ley, al mismo tiempo que se firmaban miles de peticiones en señal de protesta. El proyecto de ley nunca fue aprobado porque el comité de revisión parlamentaria lo consideró débil e innecesario. En octubre de 2010 el tabloide ugandés Rolling Stone publicó un listado de personas supuestamente homosexuales, lo que generó controversia a nivel internacional.
En febrero de 2014, a pesar del rechazo del proyecto de ley anterior cinco años antes, el presidente Yoweri Museveni aprobó la "Ley contra la Homosexualidad de Uganda". La ley hizo que fuera ilegal que dos personas del mismo sexo tuvieran relaciones sexuales. Según esta nueva ley, cualquier persona sorprendida participando en tales actos sería castigada con cadena perpetua. Esta ley también supuso una represión contra la comunidad LGBT, y a las personas ya no se les permitía financiar o promover grupos y/o actividades LBGT. El acto promovió la violencia y el abuso hacia miembros de la comunidad. Los propietarios desalojaron a los ciudadanos sospechosos de ser homosexuales de sus hogares, y un periódico local publicó una lista de sospechosos de homosexuales justo después de que se aprobara esta ley en febrero. Activistas ugandeses de derechos civiles de la Coalición de la Sociedad Civil sobre Derechos Humanos y Derecho Constitucional argumentaron que la Ley contra la Homosexualidad viola los derechos constitucionales de Uganda. En marzo de 2014, el grupo creó una petición y la presentó ante el Tribunal Constitucional, y el 1 de agosto de 2014, el Tribunal Constitucional de Uganda declaró inválida la nueva ley.
De manera similar al proyecto de ley de 2009 sobre la pena de muerte para los homosexuales, en mayo de 2023, el presidente Museveni aprobó una nueva Ley contra la Homosexualidad que establece que algunos actos entre personas del mismo sexo serán castigados con la pena de muerte. Esta ley recién firmada convierte al país en uno de los más peligrosos del mundo en cuanto a la vida de los miembros de la comunidad LGBT, debido a la severidad del castigo. Mientras esta nueva ley enfrentaba muchas reacciones negativas en todo el mundo, el presidente de Uganda, Yoweri Museveni, la defendió insistiendo en que tomar medidas drásticas contra los actos homosexuales es la única manera de controlar la crisis del VIH y el sida.